# Yoram Zague
Yoram Zague (Parigi, 15 maggio 2006) è un calciatore francese, centrocampista del Copenaghen, in prestito dal Paris Saint-Germain.

## Carriera

### Club
Prodotto del settore giovanile del Paris Saint-Germain, esordisce con la prima squadra il 6 aprile 2024 nella partita di Ligue 1 pareggiata 1-1 contro il Clermont Foot.

### Nazionale
Ha giocato nelle nazionali giovanili francesi Under-17 ed Under-18.

## Statistiche
| Stagione                   | Squadra                    | Campionato                 | Campionato | Campionato | Coppe nazionali | Coppe nazionali | Coppe nazionali | Coppe continentali | Coppe continentali | Coppe continentali | Altre coppe | Altre coppe | Altre coppe | Totale | Totale |
| Stagione                   | Squadra                    | Comp                       | Pres       | Reti       | Comp            | Pres            | Reti            | Comp               | Pres               | Reti               | Comp        | Pres        | Reti        | Pres   | Reti   |
| -------------------------- | -------------------------- | -------------------------- | ---------- | ---------- | --------------- | --------------- | --------------- | ------------------ | ------------------ | ------------------ | ----------- | ----------- | ----------- | ------ | ------ |
| 2023-2024                  | Paris Saint-Germain        | L1                         | 5          | 1          | CF              | 0               | 0               | UCL                | 0                  | 0                  | SF          | 0           | 0           | 5      | 1      |
| Totale Paris Saint-Germain | Totale Paris Saint-Germain | Totale Paris Saint-Germain | 5          | 1          |                 | 0               | 0               |                    | 0                  | 0                  |             | 0           | 0           | 5      | 1      |
| Totale carriera            | Totale carriera            | Totale carriera            | 5          | 1          |                 | 0               | 0               |                    | 0                  | 0                  |             | 0           | 0           | 5      | 1      |

## Palmarès

### Club

#### Competizioni nazionali
- Campionato francese: 2

Paris Saint-Germain: 2023-2024, 2024-2025
- Supercoppa francese: 1

Paris Saint-Germain: 2024
- Coppa di Francia: 1

Paris Saint-Germain: 2024-2025

#### Competizioni internazionali
- UEFA Champions League: 1

Paris Saint-Germain: 2024-2025